# Herveyové
Herveyové jsou anglický šlechtický rod, který od 15. století vlastnil majetek v hrabství Suffolk. Získali tituly hrabat z Bristolu (1714) a markýzů z Bristolu (1826). V 18. a 19. století zaujímali členové rodu vlivné postavení v politice, armádě, církvi, diplomacii a námořnictvu. Po admirálu 3. hraběti z Bristolu pojmenoval James Cook několik nově objevených lokalit v různých částech světa, na počest jeho mladšího bratra 4. hraběte z Bristolu byla nazvána řada hotelů v Evropě jménem Bristol. V roce 1998 prodali rodové sídlo Ickworth House, které jim patřilo více než 500 let. Současným představitelem rodu je Frederick William Hervey, 8. markýz z Bristolu (* 1979)
Podle některých pramenů se Herveyové (respektive Harveyové) připomínají již od dob Viléma Dobyvatele, prokazatelné zmínky o prvních členech rodu se ale datují až od 13. století. V roce 1432 získali sňatkem panství Ickworth (Suffolk), které zůstalo jejich majetkem více než 500 let. První peerský titul získal William Hervey (1570–1642), který vynikl ve válkách se Španělskem a získal postupně irský titul barona z Rosse (1620) a anglický titul barona z Kidbrooke (1628). Zemřel bez potomstva, další šlechtické tituly získal rod v jeho vzdálenějším příbuzenstvu, mezitím se Herveyové začali uplatňovat v nižších funkcích u dvora a v Dolní sněmovně.

## Hrabata a markýzové z Bristolu

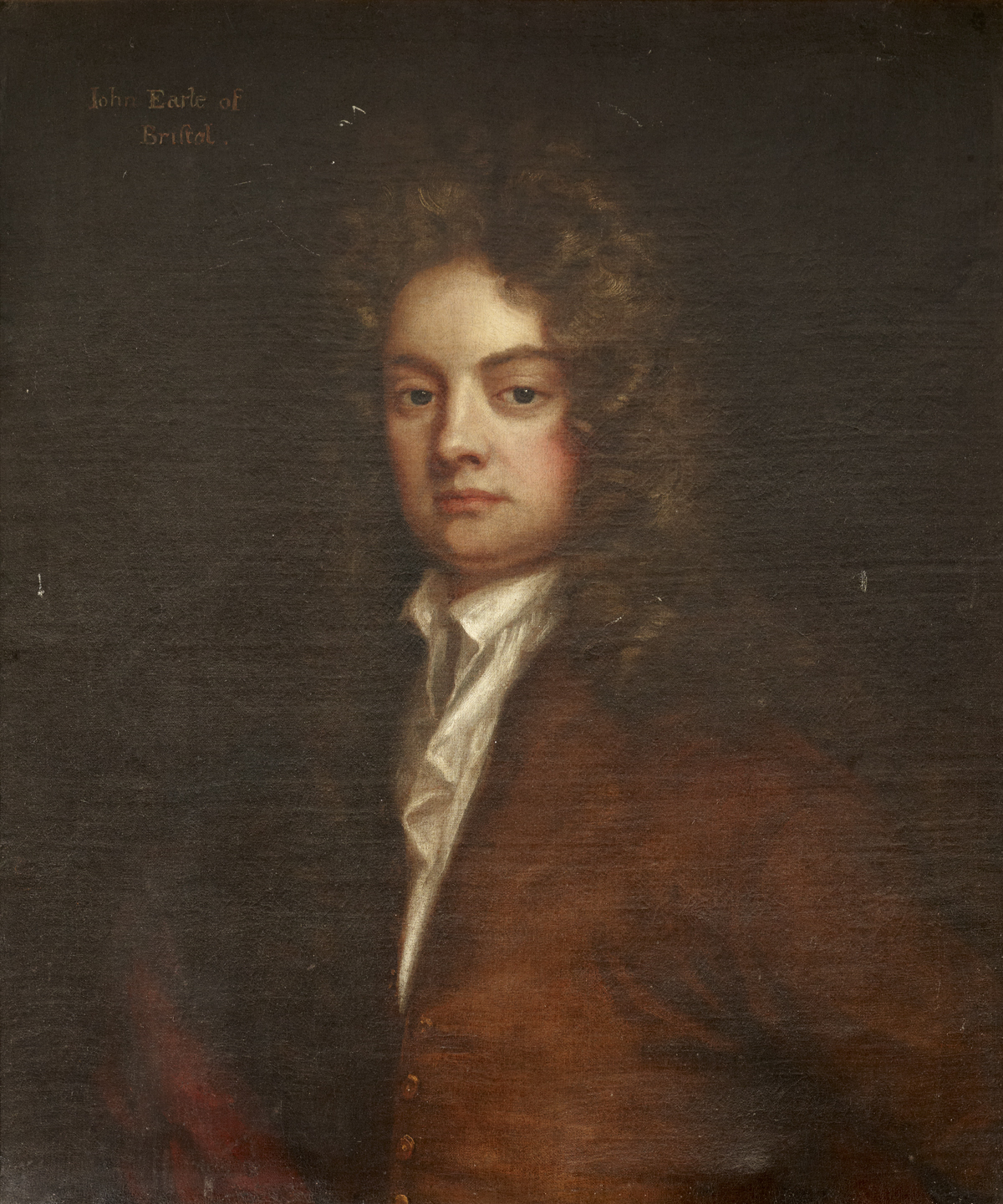
John Hervey, 1. hrabě z Bristolu

John Hervey (1665–1751), syn poslance Thomase Herveye, byl přítelem vévody z Marlboroughu a později aktivně podpořil nástup hannoverské dynastie. Díky těmto faktorům získal během života titul barona (1703) a hraběte z Bristolu (1714). V několika generacích jeho potomků vzešla z rodu Herveyů řada významných osobností v politice, armádě, námořnictvu nebo církvi. Admirál, dvořan a politik Augustus Hervey, 3. hrabě z Bristolu (1724–1779), byl přítelem Jamese Cooka, který jeho jménem nazval několik nově objevených destinací v různých částech světa. Jeho mladší bratr Frederick Hervey, 4. hrabě z Bristolu (1730–1803), byl církevním hodnostářem v Irsku a díky svým zájmům o umění a přírodní vědy často cestoval po Evropě. Jeho požadavky na zvýšený komfort při ubytování se staly natolik proslulé, že v 19. století byly po celé Evropě pojmenovány stovky hotelů názvem Bristol a toto označení bylo vždy známkou luxusu.
Na markýze z Bristolu byl v roce 1826 povýšen Frederick William Hervey, 5. hrabě z Bristolu (1769–1859), dědic markýze od té doby užíval titul hraběte Jermyna, mladší synové užívali titul lorda. Herveyové nadále zasedali v Dolní sněmovně a zastávali nižší úřady ve vládě nebo u dvora, oproti 18. století jejich význam ale poklesl. Frederick William Hervey, 4. markýz z Bristolu (1863–1951), byl regionálním konzervativním politikem v Suffolku a v námořnictvu dosáhl hodnosti kontradmirála. Titul po něm zdědil jeho mladší bratr Herbert Arthur Hervey, 5. markýz z Bristolu (1870–1960), který po první světové válce působil jako vyslanec v několika zemích v Jižní Americe. Současným představitelem rodu je Frederick William Hervey, 8. markýz z Bristolu (* 1979). V bulvárních médiích se často objevuje jeho starší sestra Lady Victoria Herveyová (* 1976), která je modelkou a příležitostnou herečkou

## Panství Ickworth

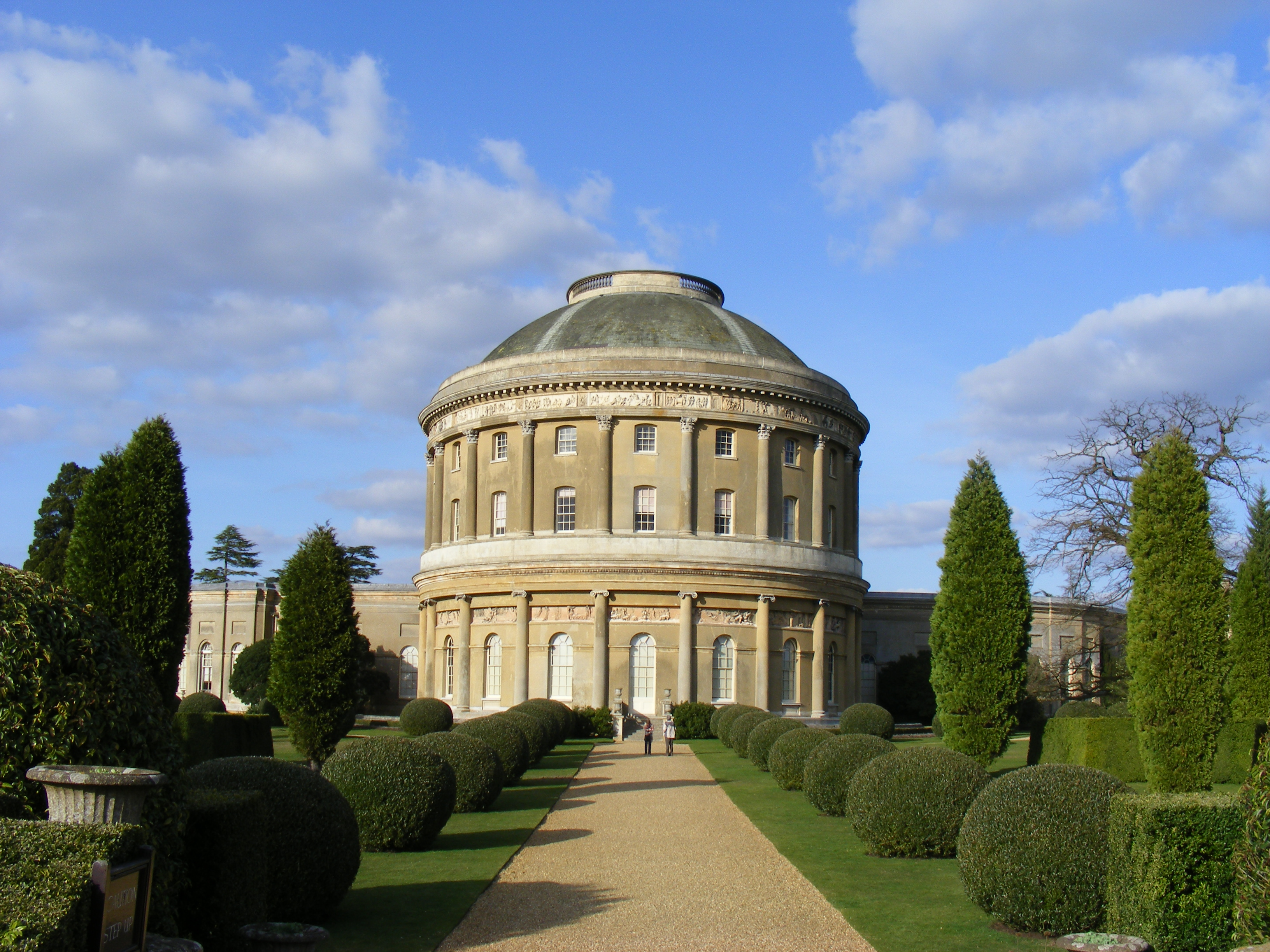
Zámek Ickworth House (Suffolk), hlavní rodové sídlo Herveyů 1432–1998

Hlavním majetkem rodu bylo panství Ickworth v hrabství Suffolk, který vyženil Thomas Hervey († 1467) v roce 1432. V Suffolku později Herveyové zdědili i další statky po spřízněných rodech a po několik staletí se zde uplatňovali v regionální správě. Původní sídlo Ickworth House bylo postaveno v 16. století, za 1. hraběte z Bristolu bylo v roce 1701 zbořeno a nově vystavěno v barokním slohu. Současná podoba zámku pochází z radikální přestavby z přelomu 18. a 19. století z podnětu 4. hraběte z Bristolu. Přizvaný italský architekt Antonio Asprucci pojal stavbu jako rozsáhlou vilu italského stylu, čímž se zámek značně vymyká tradiční anglické architektuře. Centrální pavilon na kruhovém půdorysu byl určen pro umístění bohatých uměleckých sbírek, část z nich ale po smrti 4. hraběte v Itálii zabral francouzský císař Napoleon. Zámek byl úplně dokončen až v roce 1829 za 1. markýze z Bristolu. Ve 20. století se pro rodinu stala finančně neúnosná údržba sídla a větší část zámku byla pronajata organizaci National Trust, Herveyové si ponechali 60 místností ve východním křídle. Krátce před smrtí 7. markýze z Bristolu v roce 1998 celý zámek koupil National Trust.

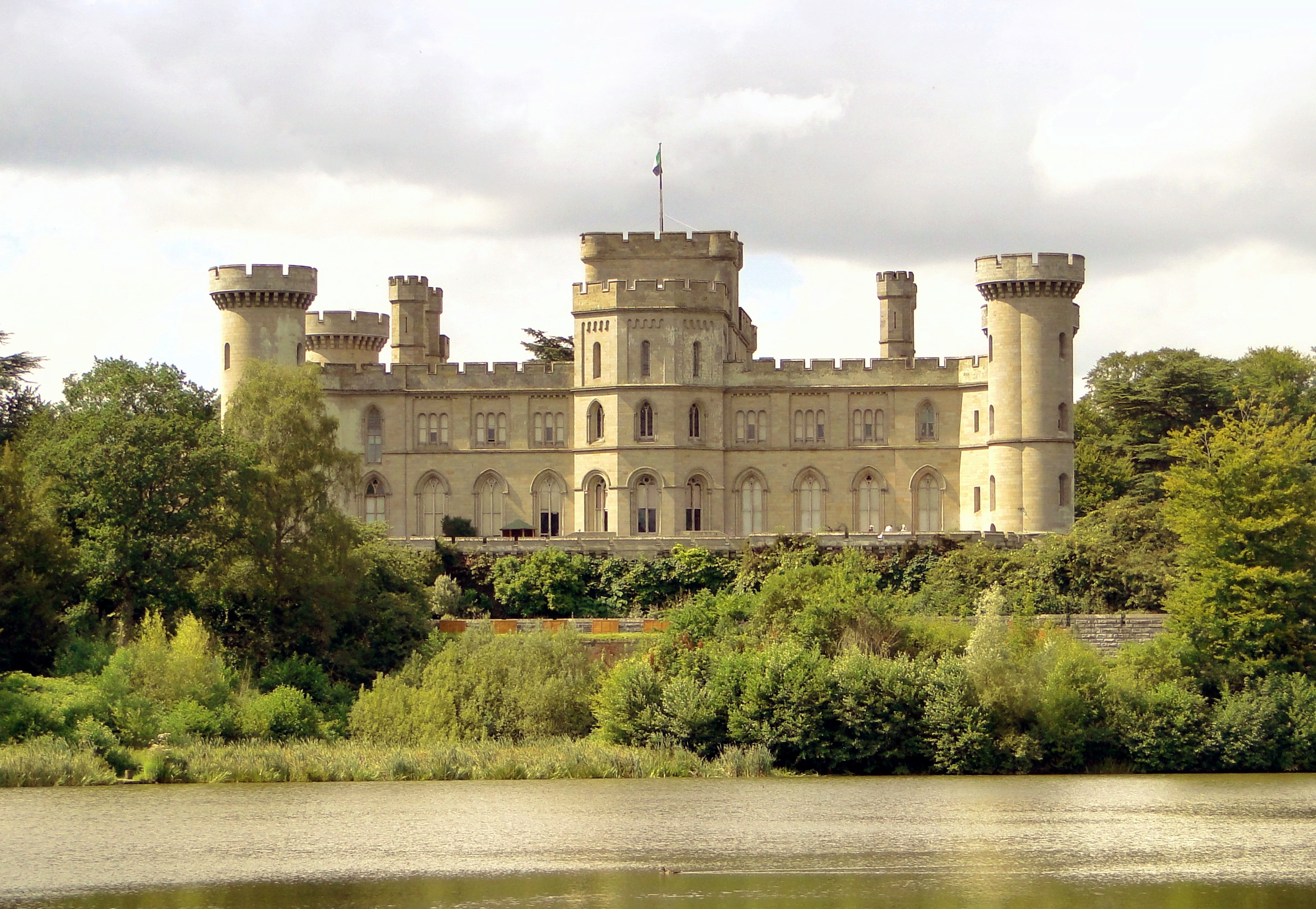
Zámek Eastnor Castle (Herefordshire), majetek rodiny Hervey-Bathurst

Poblíž zámku Ickworth House se nachází kostel St Mary's Church, který od 15. do 20. století sloužil jako hrobka Herveyů. V nedalekém městě Bury St Edmunds markýzové z Bristolu dodnes zastávají čestnou dědičnou hodnost hofmistra. Bury St Edmunds je také volebním obvodem Dolní sněmovny a od 17. do 20. století jej v parlamentu zastupovalo 13 Herveyů, příležitostně byli poslanci za Bury St Edmunds také jejich blízcí příbuzní.

## Větev Hervey–Bathurst
Kromě linie markýzů z Bristolu žijí Herveyové ještě ve vedlejší větvi baronetů Hervey–Bathurst. Tuto větev založil poslanec a dvořan Felton Hervey (1711–1773), nejmladší syn 1. hraběte z Bristolu. Jeho vnuk Felton William Hervey (1782–1819) přijal po babičce jméno Hervey-Bathurst (1801). Za napoleonských válek dosáhl hodnosti plukovníka a byl pobočníkem maršála Wellingtona, za zásluhy obdržel v roce 1818 titul baroneta. Několik jeho potomků vyniklo v kriketu, zasedali také v parlamentu. Současným představitelem této rodové linie je Sir Frederick William Hervey–Bathurst, 8. baronet (* 1965). Známější je jeho bratranec James Hervey–Bathurst (* 1949), který po matce z rodu Somers–Cocks zdědil zámek Eastnor Castle (Herefordshire) a zastával funkce ve správě organizací zabývající se péčí o památky.

## Osobnosti

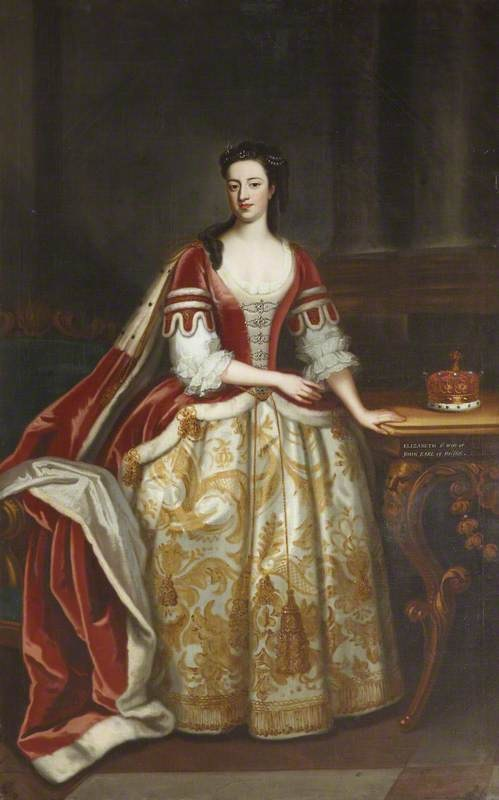
Elizabeth Felton, manželka hraběte z Bristolu (1676–1741), nejvyšší hofmistryně královny Karolíny

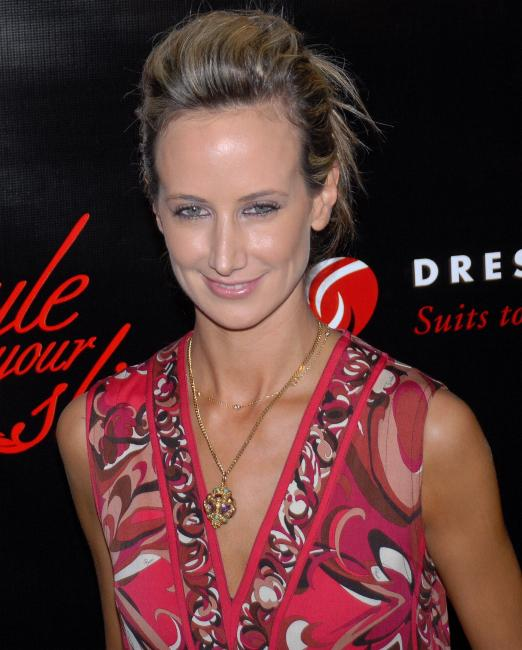
Modelka a herečka Lady Victoria Hervey (* 1976), sestra 8. markýze z Bristolu

- William Hervey, 1. baron z Kidbrooke (1570–1642), vojevůdce, politik, 1628 baron z Kidbrooke
- Sir Thomas Hervey (1625–1694), poslanec Dolní sněmovny
- John Hervey, 1. hrabě z Bristolu (1665–1751), politik, dvořan, 1714 hrabě z Bristolu
- lord Carr Hervey (1691–1723), poslanec Dolní sněmovny, dvořan
- lord John Hervey (1696–1743), politik, dvořan, spisovatel
- Thomas Hervey (1699–1775), poslanec Dolní sněmovny, dvořan, spisovatel
- Felton Hervey (1711–1773), poslanec Dolní sněmovny, zakladatel rodové linie Hervey–Bathurst
- George Hervey, 2. hrabě z Bristolu (1721–1775), dvořan, místokrál v Irsku
- Augustus Hervey, 3. hrabě z Bristolu (1724–1779), admirál, dvořan
- Frederick Hervey, 4. hrabě z Bristolu (1730–1803), biskup] v Londonderry, mecenáš
- William Hervey (1732–1815), generál, politik
- lord John Augustus Hervey (1757–1796), důstojník, velvyslanec v Toskánsku
- Frederick Hervey, 1. markýz z Bristolu (1769–1859), politik, 1826 markýz z Bristolu
- Frederick Hervey, 2. markýz z Bristolu (1800–1864), politik, dvořan
- lord Arthur Charles Hervey (1808–1894), biskup v Bathu, překladatel
- lord Alfred Hervey (1816–1875), poslanec Dolní sněmovny
- Frederick Hervey, 3. markýz z Bristolu (1834–1907), politik, dvořan
- lord Augustus Henry Hervey (1837–1875), politik, diplomat
- lord Francis Hervey (1846–1931), politik
- Frederick Hervey, 4. markýz z Bristolu (1863–1951), politik, admirál
- Herbert Hervey, 5. markýz z Bristolu (1870–1960), diplomat, vyslanec v Kolumbii, Peru a Ekvádoru
- Victoria Hervey (* 1976), modelka, herečka